# Удмуртские фамилии
Удму́ртские фами́лии (удм. Удмурт фамилиос) — родовые и семейные наименования удмуртов.

## Структура
Все ныне существующие удмуртские фамилии используют русскую систему имяобразования: при помощи суффиксов -ов (-ев), -ин, -ский. При этом корни, от которых образованы фамилии можно разделить на три группы:
1) Корни из удмуртского языка;
2) Корни из русского языка;
3) Корни-интернациональные собственные имена в том виде, в котором они оформились в русской культурной среде.

### Фамилии с корнями из удмуртского языка
- Агаев — от агай «старший брат» или «дядя»
- Бузмаков — от бузмак «безземельный крестьянин»
- Гондырев — от гондыр «медведь»
- Кайсин — от кайсы «клёст»
- Парськуков — от парсь кук «свиная нога»
- Чорыгов — от чорыг «рыба»
- Чушъялов — от ӵушъял «ёж»
- Юберов, Юберев — от юбер «скворец»
- Юрметов — от юрмет «ласка»
- Пислегин — от пислег «синица»
- Можгов — от название города

### Фамилии, произошедшие от удмуртских личных имён
- Акку́зин
- Ассы́лов
- Бу́дин
- Булда́ков (от названия воршуда (покровителя рода) Булда́, в отличие от русской фамилии Булдако́в в удмуртской ударение падает на второй слог)
- Зентереков (от «Зянтерыш»)
- Ожме́гов (от Ожме́г)
- Уде́гов
- Урсе́гов
- Чеже́гов (от Чуже́г)
- Шуде́гов (от Шуде́г ← шуд «счастье»)
- Дзю́ин
- Корепанов
- Ярыгин (от Ярыг ← ярык «трещина, щель; треснутый»)

### Фамилии неудмуртского происхождения
Многие фамилии, характерные для удмуртов, имеют русское происхождение, что связано с христианизацией и русификацией удмуртов; или же тюркское, что, в свою очередь, связано с процессами тюркизации, исламизации и отатаривания.
Фамилии русского происхождения, характерные для удмуртов:
- Владыкин (давались после крещения, от ст.‑слав. владыка)
- Ельцов
- Иванов
- Ившин (по фамилии одного из активных проповедников)
- Лукин
- Христолюбов (давались после крещения)
- Снигирев
- Ходырев (русский аналог фамилии Гондырев)
- Князев
- Мосов
- Вахрушев (от древних словянских имён)
- Широбоков